# Regele moare
Regele moare (franceză: Le Roi se meurt) este o piesă de teatru absurd scrisă în limba franceză de Eugen Ionescu.  Piesa a fost publicată în 1962.   A fost pusă în scenă de Jacques Mauclair la 15 decembrie 1962.

## Personaje
- Regele Bérenger I
- Regina Marguerite prima soție a regelui Berenger I
- Regina Marie, a doua soție a regelui Berenger I
- Doctorul, care este și chirurg, călău, bacteriolog și astrolog
- Juliette, fată în casă, infirmieră
- Guardul